# Tesseracme hancocki
Tesseracme hancocki är en blötdjursart som beskrevs av Emerson 1956. Tesseracme hancocki ingår i släktet Tesseracme och familjen Dentaliidae. Inga underarter finns listade i Catalogue of Life.